# مهند شونو
مهند شونو فنان تشكيلي سعودي ولد في الرياض عام 1977م. وهو فنان يتوزع اهتمامه بين الرسم وسرد القصص والتصوير، وأقام العديد من المعارض الفنية داخل السعودية وخارجها من أبرزها معرض «أطفال يم» في جدة 2016، ومعرض «صندوق ذات مرة» في لندن. وفاز بجائزة الفنون البصرية في الدورة الثانية من مبادرة الجوائز الثقافية الوطنية عام 2022.

## التعليم
- حاصل على البكالوريوس في الهندسة المعمارية من جامعة الملك فهد للبترول والمعادن.

## نبذة
اشتهر الفنان مهند بفكرة "الخط"، حيث طورها، بوصفها إطارًا مفاهيميًّا أفقيًّا، موجودًا في تركيباته الرئيسة، إذْ يشيرُ الخطُّ إلى ممارسته المستمرة، وإن كانت أقل عرضًا من الرسم ورواية القصص المصورة. كما مثَّل المملكة العربية السعودية في بينالي فينيسيا 2022، وشارك مع اللجان الكبرى الأخرى، مثل بينالي الدرعية للفن المعاصر بالرياض عام 2021، وديزرت إكس العلا عام 2020، وآي لوف يو أرجنتلي.

## أعماله

### شجرة التدريس
شجرة التدريس، هو عمل فني تركيبي ضخم، يغطيه سعف النخيل المجفّف والمطلي، وتحركه آليات تعمل بضغط الهواء، حيث يخترق الجسم المبهم امتداد المساحات، ويتمدّدَ ويتقلّصَ بوتيرةٍ متقطّعةٍ، كما لو كان يتنفّس.

### أراك ألمع في الظلام
أراك بوضوحٍ في الظلام، هو عمل فني، عبارة عن عملية تداخل غامر للحواس، وواسع النطاق ومتعدد الغرف، يخترق أرضيات مبنى في قلب الرياض بحي الملز، يعود تاريخه إلى عام 1980.

### في فقدان المعنى
في فقدان المعنى، هو عمل فني، عبارة عن إنسان آلي مبرمج، مغطًّى بالهلام النفطي، ومصبوغ بالجرافيت، حيث تترك أي حركة تلقائية لهذا الشكل، علاماتٍ عشوائيةً مصبوغةً على ألواح خشبية.

### الصمت ما زال يتكلم
الصمت ما زال يتكلم، هو عمل فني يتناول العمالة اللازمة لإصلاح علاقتنا بالكلمة الجامدة غير المتسامحة، التي يصعب التفاوض معها، وإعادة تشكيلها وتأهيلها.

### في هذا اليوم المقدس
في هذا اليوم المقدس، هو عمل فني، يخاطب السكان المحليين في العلا الذين كانوا خائفين من التغيير القادم، وما يعنيه ذلك لوظائفهم وعائلاتهم ومنازلهم.

### الطريق المفقود
الطريق المفقود، هو عمل فني، عبارة عن مسارٍ نحتيّ، لم يكن مرئيًّا من الموقع الرئيسي في أثناء افتتاح معرض Desert X في العلا.

## معارض ومشاركات
- أقام معرض «أطفال يم» في غاليري «أثر» في جدة 2016.
- شارك في النسختين الرابعة والسابعة من معرض فن جدة 21.39، تحت عنوان سفر 2017، ووفي النسخة السابعة 2019م بعنوان أيتها الأرض.
- اختير لعدة إقامات فنية في أوروبا، مثل: كُستزيدنز في بادغاستين، النمسا 2017م. وفنّانون في المختبر في زوريخ، سويسرا 2017م.
- اقتنى بعض أعماله المتحف البريطاني في لندن، ومتحف هيرشهورن في واشنطن.
- شارك في بينالي الدرعية (2021 – 2022م).
- مثل المملكة العربية السعودية في بينالي البندقية 2022.[11][12]

## جوائز
- جائزة الفنون البصرية في الدورة الثانية للجوائز الثقافية الوطنية 2022.[13]